# ألي بيث مارتن
ألي بيث مارتن (بالإنجليزية: Allie Beth Martin)‏ هي أمينة مكتبة أمريكية، ولدت في 28 يونيو 1914 في Annieville Township ‏ في الولايات المتحدة، وتوفيت في 11 أبريل 1976 في تلسا في الولايات المتحدة.